# Kakucs
Kakucs es un pueblo húngaro perteneciente al distrito de Dabas, condado de Pest.

## Superficie
Cuenta con una superficie de 21,79 km².

## Demografía
Hasta 2024 la población era de 3185 habitantes, con una densidad de población de 146,16 hab/km².
| Gráfica de evolución demográfica de Kakucs entre 2020 y 2024 |
|                                                              |
| Datos según la Oficina Central de Estadística de Hungría.    |